# Uruguay en los Juegos Mundiales de Breslavia 2017
Uruguay fue uno de los 102 países que participaron en los Juegos Mundiales de 2017 celebrados en Breslavia, Polonia.
Uruguay envió una delegación compuesta por 12 atletas, 11 de ellos hombres y 10 parte de su selección de Balonmano playa.
Uruguay no consiguió ninguna medalla durante su participación en los Juegos.

## Delegación

### Balonmano playa
| Categoría                   | Varonil |
| --------------------------- | --- |
| Plantel                     | Felipe Adler Bonifaceli Rodrigo Bernal Algare Felipe González Alloza Matías Oholeguy Grub Juan José Porro Dalera Santiago Rodríguez Mayado Christhian David Rostagno Ríos Sebastián Sagasti Trías Fernando Ariel Sequeira Saravia Martín Francisco Sequeira Saravia |
| Fase de grupos              | # 0:2 # 0:2 # 0:2 |
| Cuartos de final            | # 0:2 |
| Partidos de posicionamiento | # 2:0 |
| Quinto puesto               | # 2:0 |
| Posición                    | 5 |

### Ju-Jitsu
| Atletas                                           | Competencia    | Ronda preliminar                   | Ronda preliminar | Ronda preliminar                         | Ronda preliminar | Octavos de final | Octavos de final | Cuartos de final | Cuartos de final | Semifinal  | Semifinal  | Final / Tercer puesto | Final / Tercer puesto | Posición   |           |
| Atletas                                           | Competencia    | Oponente                           | Resultado        | Oponente                                 | Resultado        | Oponente         | Resultado        | Oponente         | Resultado        | Oponente   | Resultado  | Oponente              | Resultado             | Posición   |           |
| ------------------------------------------------- | -------------- | ---------------------------------- | ---------------- | ---------------------------------------- | ---------------- | ---------------- | ---------------- | ---------------- | ---------------- | ---------- | ---------- | --------------------- | --------------------- | ---------- | --------- |
| Femenil                                           |                |                                    |                  |                                          |                  |                  |                  |                  |                  |            |            |                       |                       |            |           |
| Romina Yashmir López Cetari                       | Combate 55 kg. | # Jessica Scricciolo               | 0:50             | # Magdalena Giec                         | 12:13            | -                | -                | -                | -                | eliminada  | eliminada  | eliminada             | eliminada             | eliminada  | eliminada |
| Mixto                                             |                |                                    |                  |                                          |                  |                  |                  |                  |                  |            |            |                       |                       |            |           |
| Romina López y Fabrizio Emmanuel Quintas de Brito | Duo mixto      | # Sara Paganini y Michele Vallieri | 80:94.5          | # Julia Paskiewicz y Johannes Tourbeslis | 78.5:89.5        | -                | -                | -                | -                | eliminados | eliminados | eliminados            | eliminados            | eliminados |           |

- Datos: Q43405984